# Sailly, Haute-Marne
Sailly är en kommun i departementet Haute-Marne i regionen Grand Est (tidigare regionen Champagne-Ardenne) i nordöstra Frankrike. Kommunen ligger i kantonen Poissons som tillhör arrondissementet Saint-Dizier. År 2022 hade Sailly 33 invånare.

## Befolkningsutveckling
Antalet invånare i kommunen Sailly
| Referens: INSEE |